# Kunbatar
Kunbatar (en rus: Кунбатар) és un poble de la república del Daguestan, a Rússia. Segons el cens del 2022 tenia 1.412 habitants.